# Earth & Sky
Earth & Sky fue una serie de radio que diariamente presentaba información sobre ciencia y naturaleza. Comenzó a transmitirse en 1991 y se mantuvo hasta 2013. El término «EarthSky» hace referencia al sitio web del programa, que hasta 2019 era visitado por 21 millones de usuarios, de acuerdo con Google Analytics.
Los productores Deborah Byrd y Joel Block, que también fueron los presentadores, crearon el programa. Previamente Byrd había producido el programa de radio Star Date que comenzó a transmitirse en los Estados Unidos en 1978, y Block era el presentador.
Earth & Sky presentaba anuncios de radio de 60 y 90 segundos (llamados «módulos») sobre una amplia variedad de temas científicos, que se difundían a través de la radio terrestre, así como la radio satelital y la radio por Internet. Se transmitía una o más veces al día en más de 1000 estaciones de radio comerciales, NPR y otras estaciones de radio públicas, 80 estaciones afiliadas para personas con problemas de visión y en 35 canales en la radio satelital XM y Sirius en los Estados Unidos. En el extranjero, la programación se escuchaba en American Forces Radio, Voice of America Radio, World Radio Network y otras.
La información de Earth & Sky provenía directamente de científicos. Los periodistas que produjeron el programa de radio hablaban con varios científicos cada día, decenas cada semana y cientos cada año. Más de 500 científicos se habían unido a Earth & Sky como asesores voluntarios hasta el momento de su término. Los asesores científicos de Earth & Sky sugerían tanto el contenido, además de brindar comentarios, recomendaciones sobre otros expertos y revisiones de los guiones para verificar su precisión antes de que fueran grabados para su transmisión.
Earth & Sky abarcaba varios campos científicos. En 2006, por ejemplo, se centró en la nanotecnología, las mujeres en la ciencia, la observación de la Tierra, la astrofísica y el espacio, y el mundo humano.
El episodio final de Earth & Sky fue transmitido el 2 de junio de 2013. Byrd dijo que aunque existían opciones de financiamiento para continuar el programa de radio, se tomó la decisión de dejar de producir el programa de radio para concentrarse en el sitio web y en las redes sociales EarthSky.org.

## Lectura complementaria
- Flagg, B. N., Can 90 seconds of science make a difference. Informal Learning Review, The, No. 75, noviembre - didiciembre de 2005 pp. 2, 22
- Multimedia Research.  "Earth & Sky Summative Evaluation, Study 2",  agosto de 2005.
- Act 1 Systems.  "Earth & Sky, Inc.: Arbitron DMA Area", primavera de 2003.
- Multimedia Research.  "Earth & Sky Summative Evaluation, Study 1", junio de 2002.
- "With dreams beyond 'Earth & Sky,' show's future is bright."  Austin American Statesman.  10 de enero de 2002.
- "'Earth & Sky' is rising star among radio science shows."  Austin American Statesman.  9 de noviembre de 1992.
- "AGU Supports New Earth Science Radio Program."  Earth in Space 4 (2): p. 15 (1991).
- "Staff disintegrates at stellar radio program."  Current: The Public Telecommunications Newspaper, Vol. X (13):  (1991).